# رحلة إلى الغرب
الرحلة إلى الغرب هي واحدة من الروايات الكلاسيكية العظيمة الأربع في الأدب الصيني للمؤلف وو تشنغن خلال عهد سلالة مينغ الحاكمة. وفي البلدان الناطقة بالإنجليزية، فإن القصة كثيراً ما تُعرف باسم القرد (بالإنجليزية: Monkey). وكان ذلك عنواناً لترجمة مختصرة ذائعة الصيت قام بها آرثر ويلي.
الرواية هي سرد خيالي للحج الأسطورية إلى الهند للراهب البوذي شوانزانغ. سافر الراهب إلى «المناطق الغربية» في عهد أسرة تانغ مع تلاميذه؛ القرد والخنزير والراهب الرملي، في سفرهم إلى الغرب بحثًا عن الأسفار البوذية، وفي طريقهم إلى السماء الغربية، يقهرون مجموعة مخيفة من الشياطين والوحوش.
وقد ظل القرد والخنزير، وهما شخصيتان رئيسيتان في الرواية، بطلين أسطوريين في الصين لزمن طويل، الرواية المفعمة بالجاذبية الفنية تعكس أيضًا الأفكار التقدمية لمجتمع ذلك الزمان، وتتميز بحبكة قصصية متماسكة ومكتوبة بلغة فكاهية.

## روابط خارجية
- الرحلة إلى الغرب
- Journey to the West from the Gutenberg Project (Traditional Chinese)
- Journey to the West from Xahlee (Simplified Chinese)
- Story of Sun Wukong and the beginning of Journey to the West with مانها
- 200 images of Journey to the West by Chen Huiguan, with a summary of each chapter